# Apistogramma nijsseni
Apistogramma nijsseni là một loài cá cichlid, loài đặc hữu của môi trường sống nước đen trong hệ thống thoát nước sông Carahuayte, Peru. Nó đạt đến chiều dài tối đa là 8 cm (3).

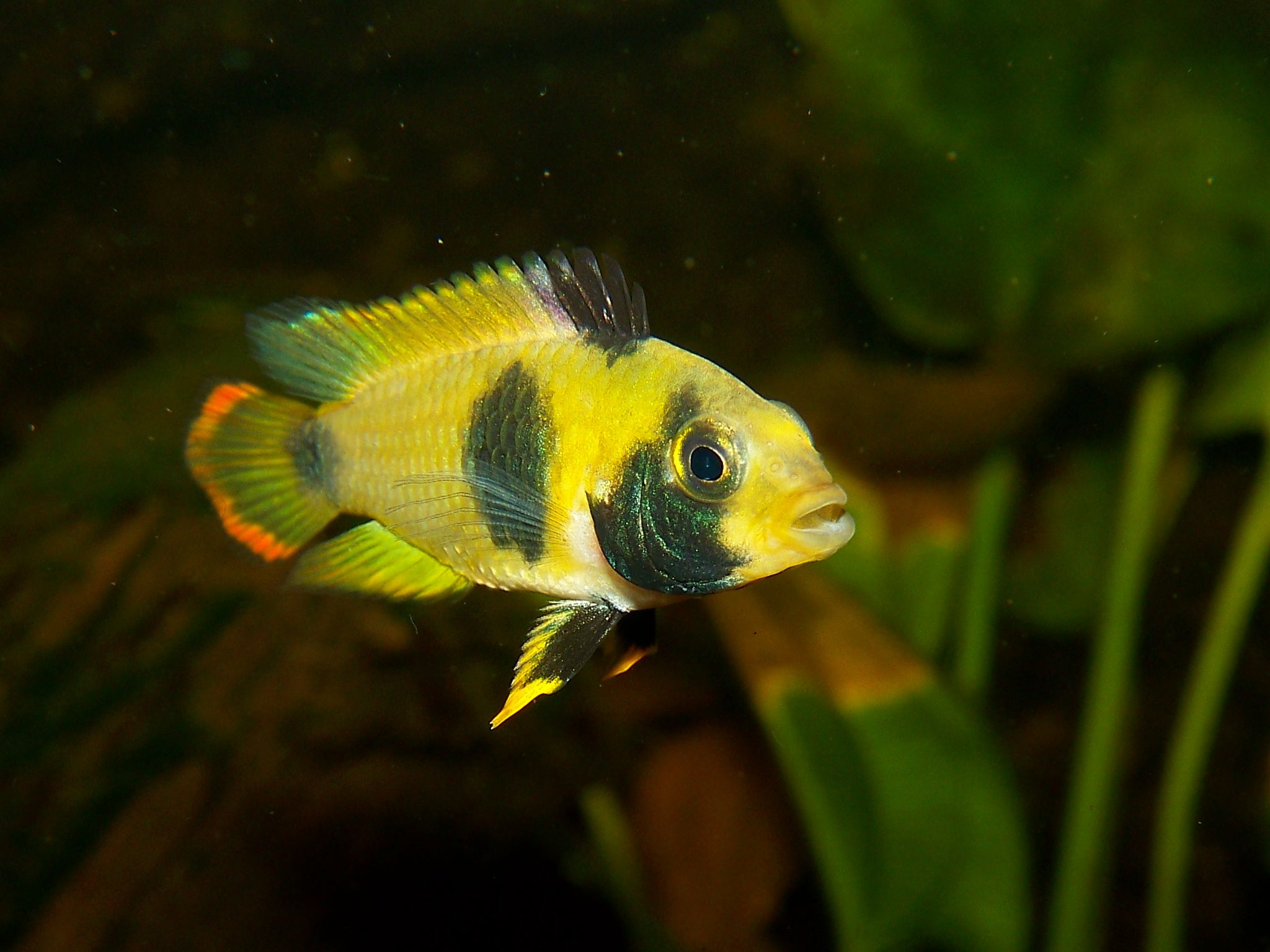
Apistogramma nijsseni adult female.

Loài này được đặt theo tên của nhà ngư loại học người Hà Lan Han Nijssen.